# Lasinus
Lasinus (лат.) — род мелких коротконадкрылых жуков из подсемейства ощупники (Pselaphinae, Staphylinidae). Восточная и Южная Азия. Около 10 видов.

## Распространение
Китай, Вьетнам, Япония, Россия (Курильские острова: на острове Кунашир найден вид Lasinus mikado Bekchiev, Hlaváč & Nomura, 2013).

## Описание
Длина около 3 мм (2,5—3,8 мм), красновато-коричневого цвета. Булава усиков 3-члениковая; скапус отчётливо длиннее педицелля; антенномеры VIII—IX часто модифицированы у самцов (половой диморфизм). Ноги тонкие и длинные. Представители рода Lasinus обычно собираются путём просеивания подстилочного слоя, взятого из лесных районов.

## Систематика
Род Lasinus включён в подтрибу жуков-ощупников Tyrina трибы Tyrini, где его сближают с группой родов Pselaphodes complex of genera. Включает около 10 видов, первый из которых был описан в 1874 году (вместе с выделением рода), а большинство таксонов (8 видов) впервые описаны в 2013 году. По наличию простого второго сегмента лапок и отсутствию срединной метавентральной ямки, род Lasinus наиболее близок к родам Paralasinus Hlaváč & Nomura, 2001, Pselaphodes Westwood, 1870 и Dayao  Yin, Li & Zhao, 2011. От двух последних родов Lasinus может быть отделён по полностью симметричным II—IV пальмомерам. У родов Pselaphodes и Dayao, максиллярные пальпы имеют по крайней мере, некоторые II—IV асимметричные членики, округло расширенные, или от слегка до отчётливо выступающих латерально. Род Lasinus отличается от таксона Paralasinus пронотумом у которого отсутствует антебазальный сулькус (однако, он имеется у рода Paralasinus).
- Lasinus amamianus Bekchiev, Hlaváč & Nomura, 2013[2]
- Lasinus inexpectatus Bekchiev, Hlaváč & Nomura, 2013[2]
- Lasinus mandarinus Raffray,1890[3]
- Lasinus mikado Bekchiev, Hlaváč & Nomura, 2013[2]
- Lasinus monticola Sawada, 1961[4]
- Lasinus okinawanus Bekchiev, Hlaváč & Nomura, 2013[2]
- Lasinus orientalis Yin & Bekchiev, 2014[5]
- Lasinus saoriae Bekchiev, Hlaváč & Nomura, 2013[2]
- Lasinus sinicus Bekchiev, Hlaváč & Nomura, 2013[2]
- Lasinus spinosus Sharp, 1874[1]
- Lasinus yakushimanus Bekchiev, Hlaváč & Nomura, 2013[2]
- Lasinus yamamotoi Bekchiev, Hlaváč & Nomura, 2013[2]

Вид Lasinus termitophilus Bryant, 1915 (Chandleriella termitophila (Bryant)) с Борнео в 2000 году был выделен в отдельный род Chandleriella (Tmesiphorini), который в 2020 году был синонимизирован с родом Pseudophanias.